# Acrocercops scenias
Acrocercops scenias là một loài bướm đêm thuộc họ Gracillariidae. Loài này có ở Ấn Độ (Karnataka).
Ấu trùng ăn Changana bush.